# Vier Crispelen
De Vier Crispelen of Dorpen van Overheide was een bestuurlijke en gerechtelijke eenheid tijdens het ancien régime. Ze bestond uit vier Loonse heerlijkheden, namelijk de stad Bree en de omliggende dorpen Gerdingen, Beek en Reppel.
De grenzen van deze heerlijkheden en parochies liepen hoofdzakelijk doorheen gemene gronden (moeras- en heidegebieden), waar de grens moeilijk aan te geven was. Dit leidde meermaals tot conflicten zoals dat van 1441.
Het recht werd voor de drie dorpen gesproken door een gemeenschappelijke schepenbank, de "buitenbank". Ze was onderhorig aan het Oppergerecht van Vliermaal. Onder de Franse Republiek werd het feodalisme opgeheven, zodat de dorpen eigen gemeentes werden. In 1807 werden hun grenzen door de gemeenschappelijke gronden bepaald.